# 蘇林卡河
苏林卡河（俄语：Река Суринка），日治时期称一之川（日语：／），是俄羅斯萨哈林州波罗奈区河流，源起瓦尔代山和涅维尔山间，长14公里，流域面积55平方公里，注入鄂霍次克海；河口处河宽30米，深0.7米。

## 引用
1. ↑  М·Г·瓦西科夫斯基. . 列宁格勒: 气象出版社. 1973 （俄语）.
2. ↑  . 国家水登记处.   [2024-01-04]. （原始内容存档于2024-01-04） （俄语）.